# Nicolas Deslauriers
Nicolas "Nick" Deslauriers, född 22 februari 1991, är en kanadensisk professionell ishockeyspelare som spelar för Philadelphia Flyers i NHL. 
Han har tidigare spelat på NHL-nivå för Minnesota Wild, Anaheim Ducks, Montréal Canadiens och Buffalo Sabres och på lägre nivåer för Rocket de Laval, Rochester Americans och Manchester Monarchs i AHL och Huskies de Rouyn-Noranda och Olympiques de Gatineau i LHJMQ.
Deslauriers draftades i tredje rundan i 2009 års draft av Los Angeles Kings som 84:e spelare totalt.

## Statistik
| 2006–2007    | Patriotes de Châteauguay | LHJAAAQ      | 43  | 2  | 10 | 12  | 28  | 3  | 1 | 0  | 1  | 4  |
| 2007–2008    | Huskies de Rouyn-Noranda | LHJMQ        | 42  | 2  | 7  | 9   | 38  | 4  | 0 | 0  | 0  | 0  |
| 2008–2009    | Huskies de Rouyn-Noranda | LHJMQ        | 68  | 11 | 19 | 30  | 80  | 6  | 2 | 2  | 4  | 8  |
| 2009–2010    | Huskies de Rouyn-Noranda | LHJMQ        | 65  | 9  | 36 | 45  | 72  | 11 | 2 | 6  | 8  | 2  |
| 2010–2011    | Olympiques de Gatineau   | LHJMQ        | 48  | 13 | 30 | 43  | 53  | 24 | 5 | 15 | 20 | 19 |
| 2011–2012    | Manchester Monarchs      | AHL          | 65  | 1  | 13 | 14  | 67  | 4  | 0 | 0  | 0  | 7  |
| 2012–2013    | Manchester Monarchs      | AHL          | 63  | 4  | 19 | 23  | 80  | 4  | 2 | 2  | 4  | 2  |
| 2013–2014    | Buffalo Sabres           | NHL          | 17  | 1  | 0  | 1   | 18  | —  | — | —  | —  | —  |
|              | Manchester Monarchs      | AHL          | 60  | 18 | 21 | 39  | 76  | —  | — | —  | —  | —  |
|              | Rochester Americans      | AHL          | 5   | 1  | 2  | 3   | 9   | 5  | 1 | 1  | 2  | 9  |
| 2014–2015    | Buffalo Sabres           | NHL          | 82  | 5  | 10 | 15  | 71  | —  | — | —  | —  | —  |
| 2015–2016    | Buffalo Sabres           | NHL          | 70  | 6  | 6  | 12  | 59  | —  | — | —  | —  | —  |
| 2016–2017    | Buffalo Sabres           | NHL          | 42  | 0  | 2  | 2   | 38  | —  | — | —  | —  | —  |
| 2017–2018    | Montreal Canadiens       | NHL          | 58  | 10 | 4  | 14  | 55  | —  | — | —  | —  | —  |
|              | Rocket de Laval          | AHL          | 14  | 3  | 2  | 5   | 16  | —  | — | —  | —  | —  |
| 2018–2019    | Montreal Canadiens       | NHL          | 48  | 2  | 3  | 5   | 22  | —  | — | —  | —  | —  |
| 2019–2020    | Anaheim Ducks            | NHL          | —   | —  | —  | —   | —   | —  | — | —  | —  | —  |
| NHL totalt   | NHL totalt               | NHL totalt   | 317 | 24 | 25 | 49  | 263 | —  | — | —  | —  | —  |
| AHL totalt   | AHL totalt               | AHL totalt   | 207 | 27 | 57 | 84  | 248 | 13 | 3 | 3  | 6  | 18 |
| LHJMQ totalt | LHJMQ totalt             | LHJMQ totalt | 223 | 35 | 92 | 127 | 243 | 45 | 9 | 23 | 32 | 29 |